# 中垣喜彦
中垣 喜彦（なかがき よしひこ、1938年〈昭和13年〉3月10日 - 2025年〈令和7年〉5月26日）は、日本の実業家。元電源開発社長、同相談役。
元オリックスコーチの中垣征一郎は息子。

## 経歴
福岡県出身。1961年（昭和36年）九州大学法学部を卒業し、電源開発に入社。松島火力建設所総務課長、企画調整部企画課長、企画調整部長補佐兼企画課長、企画調整部長補佐、企画調整部長代理兼調整課長、九州支社若松総合事業所長、企画部企画室長、開発計画部次長兼企画部参事役、開発計画部長、企画部長、取締役、副社長を経て、2001年（平成13年）6月、社長に就任した。
2005年（平成16年）石炭エネルギーセンター会長。
2009年（平成21年）6月、相談役となり、2014年（平成26年）6月に退任し、名誉顧問。この間、民間外交推進協会副会長、アジアPPP推進協議会会長、東京瓦斯取締役を歴任した。
2018年旭日重光章受章。
2025年（令和7年）5月26日、死去。87歳没。